# 한국식생활교육학회
한국식생활교육학회는 식생활 교육의 체계적인 연구와 전개를 통해 지속가능한 삶에 있어 식생활의 중요성과 우수성 구명및 전 국민을 대상으로 한 효율적 식생활교육 방향 및 방안을 제시할 목적으로 2010년 4월 12일 설립된 대한민국 농림수산식품부 소관의 사단법인이다. 사무실은 경기도 광주시 퇴촌면 우산리 130-2에 있다.